# Климат Канады

Схема Кёппена для Канады

Основными факторами канадского климата являются протяжённость по широте (от параллели 35° с. ш. до 40° с. ш.), препятствование Скалистыми горами распространению западных океанических ветров, протяжённость континентальных территорий на относительно высоких широтах, приводящая к сильному охлаждению зимой, и близость Северного Ледовитого океана, что делает лето прохладным. Канадский климат характеризуется холодной зимой и прохладным или умеренным и влажным летом с большой продолжительностью дня. Климат и температуры сильно изменяются в зависимости от области, так, на севере климат полярный, в Прериях велик размах колебаний температур в разные времена года или даже дни, тогда как на западе, в Британской Колумбии, климат более мягкий и умеренный, так как арктический воздух не пропускается туда канадскими Скалистыми горами. На западном побережье и острове Ванкувер климат морской, а зимы мягкие и дождливые, благодаря влиянию Тихого океана.
Среднемесячная зимняя температура может опускаться до −15 °C даже в южной части страны, хотя там можно ожидать и температуры −40 °C с сильными ледяными ветрами. Среднегодовые осадки в виде снега могут достигать нескольких сотен сантиметров (например, в Квебеке — 337 см). Летом же реальные температуры могут подниматься до +35 °C, а в канадских Прериях даже до +40 °C. Индекс влажности часто высок летом на востоке страны. В некоторых деревнях на крайнем севере страны фиксировались температуры до −50 °C зимой. Температура в Алерте летом редко достигает +5 °C. К тому же сильные ледяные ветры могут резко понижать температуру даже до −60 °C.
На большей части территории климат континентальный (зимой холодный или очень холодный типа Dxx по классификации Кёппена), в южной части, близкой к американской границе, лето относительно теплее и дольше, на севере — короче и прохладнее. Влажность от незначительной в прериях до умеренной на севере и в центре присутствует весь год с преобладанием летних осадков. По классификации Кёппена такое лето на юге отмечается Dfb (умеренное лето), на севере — Dfc (прохладное лето). На юго-востоке атлантическое влияние немного смягчает зиму, но зато усиливает атмосферные возмущения и осадки, что приводит к обильным снегопадам, при этом распределение осадков немного различается в разных областях: они могут распределяться равномерно по всему году (Квебек) или даже преобладать зимой в непосредственной близости к океану (Ньюфаундленд и Новая Шотландия). На западе мешки континентального климата с умеренным и сухим летом (редкий вид Dsb) располагаются в горных областях Канадских скалистых гор, Берегового хребта, гор Маккензи.
Также близ Скалистых гор на американской границе в Саскачеване, в Саскатуне, находятся мешки холодного полупустынного климата (отметка Bsk), защищённые от западных ветров.
На западное побережье — узкой области к западу от Скалистых гор — климат мягче и умереннее, благодаря океаническому влиянию. Зима там очень влажная, на юге лето умеренное (отметка Cfb), на севере — прохладное (отметка Cfc). Однако этот климат не распространяется глубоко на континент, поскольку этому мешают Скалистые горы.
На берегах Северного Ледовитого океана и островах Северной Канады с их арктическим климатом (отметка ET по Кёппену) наивысшая среднемесячная температура не достигает и +10 °C, зима примерно такая же холодная, как и в континентальной области.

## Сводная таблица по городам
В приведённой ниже таблице представлен список климатических данных по населённым пунктам Канады.
| Город           | Абсолютный минимум, °C | Температура самого холодного месяца, °C | Температура трёх самых холодных месяцев, °C | Средняя годовая температура, °C | Температура самого тёплого месяца, °C | Температура трёх самых тёплых месяцев, °C | Абсолютный максимум, °C | Среднее годовое количество осадков, мм |
| --------------- | ---------------------- | --------------------------------------- | ------------------------------------------- | ------------------------------- | ------------------------------------- | ----------------------------------------- | ----------------------- | -------------------------------------- |
| Брандон         | −46,7                  | −17,9                                   | −15,3                                       | 2,4                             | 18,9                                  | 17,8                                      | 43,3                    | 474                                    |
| Ванкувер (порт) | −15,6                  | 4,8                                     | 5,2                                         | 11,0                            | 18,3                                  | 17,4                                      | 32,7                    | 1589                                   |
| Виктория        | −11,0                  | 5,5                                     | 5,8                                         | 10,3                            | 15,8                                  | 15,2                                      | 30,5                    | 699                                    |
| Виннипег        | −45                    | −17,8                                   | −15,3                                       | 2,6                             | 19,5                                  | 18,3                                      | 40,6                    | 514                                    |
| Галифакс        | −26,1                  | −4,4                                    | −3,3                                        | 7,2                             | 18,9                                  | 17,6                                      | 34,0                    | 1508                                   |
| Гамильтон       | −25,0                  | −3,6                                    | −2,4                                        | 9,3                             | 22,5                                  | 21,0                                      | 38,5                    | 751                                    |
| Икалуит         | −45,6                  | −28,0                                   | −26,1                                       | −9,8                            | 7,7                                   | 6,0                                       | 25,8                    | 412                                    |
| Йеллоунайф      | −51,2                  | −26,8                                   | −24,6                                       | −4,6                            | 16,8                                  | 14,8                                      | 32,5                    | 281                                    |
| Калгари         | −45,0                  | −8,9                                    | −7,5                                        | 4,1                             | 16,2                                  | 15,2                                      | 36,1                    | 413                                    |
| Квебек          | −36,1                  | −12,8                                   | −11,0                                       | 4,0                             | 19,2                                  | 17,9                                      | 35,6                    | 1230                                   |
| Келоуна         | −32,2                  | −2,1                                    | −1,0                                        | 9,0                             | 20,3                                  | 19,3                                      | 40,0                    | 340                                    |
| Монреаль        | −37,8                  | −10,2                                   | −8,3                                        | 6,2                             | 20,9                                  | 19,5                                      | 37,6                    | 979                                    |
| Оттава          | −38,9                  | −10,5                                   | −8,6                                        | 6,3                             | 21,0                                  | 19,7                                      | 37,8                    | 914                                    |
| Реджайна        | −47,2                  | −16,3                                   | −14,5                                       | 2,3                             | 18,5                                  | 17,4                                      | 43,9                    | 378                                    |
| Саскатун        | −43,9                  | −16,4                                   | −14,3                                       | 2,5                             | 18,3                                  | 17,3                                      | 41,0                    | 348                                    |
| Сент-Джон       | −36,7                  | −8,1                                    | −6,7                                        | 5,0                             | 17,1                                  | 16,0                                      | 34,4                    | 1390                                   |
| Сент-Джонс      | −23,8                  | −5,4                                    | −4,2                                        | 4,7                             | 15,5                                  | 14,2                                      | 31,5                    | 1514                                   |
| Торонто         | −32,8                  | −4,2                                    | −2,8                                        | 9,1                             | 22,2                                  | 20,9                                      | 40,6                    | 834                                    |
| Уайтхорс        | −51,2                  | −18,4                                   | −15,4                                       | −0,2                            | 14,8                                  | 13,5                                      | 35,6                    | 283                                    |
| Уинсор          | −29,1                  | −4,5                                    | −3,1                                        | 9,4                             | 22,7                                  | 21,5                                      | 40,2                    | 918                                    |
| Фредериктон     | −37,2                  | −9,8                                    | −8,1                                        | 5,3                             | 19,3                                  | 18,0                                      | 37,2                    | 1143                                   |
| Шарлоттаун      | −30,6                  | −7,5                                    | −6,2                                        | 5,7                             | 18,9                                  | 17,5                                      | 36,7                    | 1171                                   |
| Эдмонтон        | −48,3                  | −11,7                                   | −9,9                                        | 3,9                             | 17,5                                  | 16,5                                      | 34,5                    | 477                                    |
|                 |                        |                                         |                                             |                                 |                                       |                                           |                         |                                        |